# Мартыновский сельсовет (Оренбургская область)
Мартыновский сельсовет — сельское поселение в Асекеевском районе Оренбургской области Российской Федерации.
Административный центр — село Мартыновка.

## История
9 марта 2005 года в соответствии с законом Оренбургской области № 1893/321-III-ОЗ образовано сельское поселение Мартыновский сельсовет, установлены границы муниципального образования.

## Население
| 2010 | 2012 | 2013 | 2014 | 2015 | 2016 | 2017 |
| ---- | ---- | ---- | ---- | ---- | ---- | ---- |
| 543  | ↘519 | ↘496 | ↘480 | ↘454 | ↘452 | ↘450 |
| 2018 | 2019 | 2020 | 2021 |      |      |      |
| ↘431 | ↗434 | ↘425 | ↘400 |      |      |      |

## Состав сельского поселения
| № | Населённый пункт | Тип населённого пункта       | Население |
| - | ---------------- | ---------------------------- | --------- |
| 1 | Мартыновка       | село, административный центр | 346       |
| 2 | Филипповка       | станция                      | 197       |